# 台湾の文化
台湾の文化（たいわんのぶんか、繁: 臺灣文化/台灣文化）は、台湾の独特な歴史や地理的条件により、原住民文化を基盤として、中国の明・清・中華民国や、日本、西洋、東南アジアなど、さまざまな要素が融合して成り立った文化である。

## 概要
台湾には元々オーストロネシア系の原住民が居住しており、過去400年間にさまざまな地域から来た移民の文化と合わさって台湾の文化が形成されていった。台湾の文化は様々な文化の要素を受け継いでいるため、統一性がない場合が多い。かつて台湾には16の原住民族が存在したが、台湾全体で統一国家を形成することはなく、「部落」という形態で16世紀まで独自生活していた。
16世紀の大航海時代以降、ポルトガル人・オランダ人・スペイン人など西洋からの開拓者たちが西洋文明を台湾にもたらし、特に赤煉瓦建築と磁器タイル模様（中国語: 瓷花磚）の文化が発展した。17世紀後半、明朝の残党が台湾に進出した。鄭成功率いる鄭氏政権は中国文化を台湾にもたらした。鄭氏政権は台湾や中国大陸東南部の海岸地域で貿易を行い、台湾の対岸の福建省に住む閩南人や客家は出稼ぎのために台湾に移住した。閩南人も客家も漢民族であり、彼らは仏教・道教などの宗教、寺院建築や中華料理・漢字などの文化を台湾に持ち込んだ。中国系の移民の子孫は現在でも台湾の人口の大多数を占めている。
1895年、台湾は日本の統治下に入り、日本の文化、特に明治後期・大正期・昭和前期の文化は全台湾に浸透していった。建築の分野では、日本の木造神社・帝冠様式・日本植民地様式・擬洋風建築・歴史主義建築・モダニズム建築などが持ち込まれ、現代も残っている建物も多い。20世紀半ば、日本の敗戦により中華民国が台湾を接収し、その後中華民国は中国共産党に敗れて台湾に敗走した。中華民国を支援して共産勢力の侵入を防ぐため、台湾に駐留するアメリカ軍が多く、台湾料理の小麦粉食品や装飾性の高い鉄窓模様（中国語: 鐵花窗）はこの時に誕生した。
1990年代の台湾民主化以降、台湾の経済は劇的なは発展を遂げ、一人当たり実質GDPは日本を上回った。マレーシア・インドネシア・ベトナム・タイ・フィリピンなどのASEAN諸国から台湾への移民が増加した。彼らは東アジアの料理や仏教・イスラム教の風習を台湾に持ち込んだ。また、台湾民主化以降の台湾人は自分は中国人では無い認識が高まり、台湾本土の文化を模索していて、台湾に存在した原住民文化・閩南文化・客家文化・西洋文化・日本文化は多く復興した。台湾政府も歴史的建築はどんどん復元し、台湾各地方の料理や文様を書物にまとめて、学校に義務教育に刻んでいた。その結果、今の台湾の多元論と多言語主義を採用して、文化の豊かさを活かし、伝統と現代の両立することができている。

## 分類
台湾の文化は「民族」と「時代」による2つの分類方法がある：
- 民族で区分すれば、16民族の台湾原住民文化や、台湾閩南文化・台湾客家文化・台湾外省人文化などの漢民族文化、台湾西洋文化、台湾日本文化などがある。
- 時代で区分すると、台湾先史文化、台湾植民時代文化、台湾明国文化、台湾清国文化、台湾の中華民国文化と台湾の民主文化がある。

## 歴史
最終氷期の時代、台湾はユーラシア大陸と地続きであった。台湾北部ではこの時代の網形文化、南部や東部に長浜文化の遺跡が確認できる。長浜文化は旧石器文化に属すと考えられている。BC.7000には、浙江省の河姆渡文化と関連すると考えられる大坌坑文化（BC7000-BC5000）が台湾全土に広がり、牛罵頭、牛稠子文化(BC5000-BC4000)などに引き継がれる。このころ島嶼化していた台湾に円山文化が伝えられる。

## 各民族の文化

### 原住民の文化
台湾には現在40数万人の原住民が居住している。人類学や民俗学の視点より原住民の建築、焼畑農業、刺青、被服、舞踊などが研究され、南島文化に近い文化を有していることが明らかとなっている。平野部に居住する原住民は漢化が進んでいるが、それでも部落組織に関しては独自の習慣が残っている場合がある。ブヌン族では父系社会、アミ族では母系社会と原住民の間でも異なる文化を有している。
原住民は祖霊信仰を重視し、山上に祖霊が居住するとともに族人の豊穣を見守っていると信じられている。各原住民はそれぞれ独自の豊穣祭の祭祀を行い、ブヌン族の射耳祭や小米祭、サイシャット族が隔年に行う矮霊祭、タオ族の飛魚祭、パイワン族の五年祭、プユマ族の有海祭、猴祭、鋤草祭などが存在している。
このほか原住民の工芸品に関してはルカイ族の陶器や瑠璃工芸、ブヌン族の皮衣、サオ族の皮革工芸が、音楽はブヌン族やアミ族の無半音五声音階などそれぞれ特色を有している。

### 客家文化
移民系である客家は、開墾事業を行うために一族の団結が求められた。そのため古代中国の中原地区の言語、風俗、習慣などの特徴を残した文化を現在に伝えている。
建築面では台湾客家は宗祠や公庁等などに独自の建築様式を有している。建材は現地で入手可能な土、レンガ、木材、竹材などを利用しており、台湾では福建系の「紅磚紅瓦」が多用された建築が一般的である。代表的なものとしては新竹県の北埔天水堂姜屋、屏東県の佳冬蕭屋、六堆夥房、美濃菸楼などが挙げられる。
衣服面では以前は独自の「藍杉」を日常着用していたが、現在では殆ど見ることがなくなっている。しかし近年では「客家花布」を用いてデザインした「客家杉」が登場し新しい客家文化として紹介されている。
現在でも客家人の族群意識は高く、2001年に中華民国内政部内に客家委員会が設置された。また「台湾客家文化芸術節」、「客家桐花祭」、「客家電視台」など独自文化を継承すべく積極的な活動を行っている。

## 日本文化の影響
日本による台湾統治は50年に及び、その過程で日本文化が流入するとともに、糖業鉄道や塩業鉄道、鉱業鉄道、林業鉄道などの各種鉄道網の整備や嘉南大圳と日月潭水庫の建設など社会インフラの近代化が行われた。さらに太平洋戦争中は台湾総督府が主導する皇民化運動が推進され、日本語の普及や、日本姓への改姓、神社の建立等を通じて日本文化が台湾人の家庭に定着することとなった。
当時流入した日本語は現在でも台湾の社会において使用されており中国大陸との単語の差異を生じている。その例を挙げれば（括弧内は大陸での表記）、日本語での漢字表記が定着した弁当（飯盒）、刺身（生魚片）、看板（招牌）、注文（預定）、気持（きもちと発音、心情）、日本語の発音を音訳（括弧内日本語）した甜不辣（天婦羅）、黒輪（おでん）などがあり、現在でも逮就捕（大丈夫）や甘芭茶（頑張って）などのように新しい表現が誕生している。

## 祭事
台湾には中国福建省や広東省より大量の移民が入植したことで、漢文化の影響を強く受け、祭事に関しては華南地域と類似している。それら祭祀の中でも春節（台湾では過年と呼ばれることが多い）、端午節、中秋節は台湾の三大節慶と称され、それ以外に元宵節、清明節（客家人の一部などは祝わない）、中元節、七夕（乞巧節）などの漢人の伝統的な節日が祝われている。しかし台湾独自の祭祀として迎媽祖、塩水蜂炮、東港焼王船、頭城搶孤等も存在している。